# Блуменхаген
Блуменхаген (нем. Blumenhagen) — община в Германии, районный центр, расположен в земле Мекленбург-Передняя Померания.
Входит в состав района Иккер-Рандов. Подчиняется управлению Иккер-Рандов-Таль. Население составляет 378 человек (2009); в 2003 г. — 392. Занимает площадь 9,29 км².
| Год  | Население |
| ---- | --------- |
| 1991 | 478       |
| 1995 | 456       |
| 2000 | 439       |
| 2005 | 388       |
| 2010 | 381       |